# Гней Клавдій Север Арабіан
Гней Клавдій Север Арабіан (лат. Gnaeus Claudius Severus Arabianus; 113 — після 176) — державний діяч, філософ часів Римської імперії, ординарний консул 146 року.

## Життєпис
Походив з грецької родини Севери, яка вела свою історію з Помпейполіса (Пафлогонія). Був сином Гая Клавдія Севера, консула-суффекта 112 року й імператорського легата у провінції Кам'яниста Аравія. Народився саме у цій провінції, звідси агномен Арабіан.
За часів правління імператора Адріана переїхав до Риму. Тут викладав в аристократичних родинах, зокрема його учнем був майбутній імператор Марк Аврелій. У 146 році став консулом, разом з Секстом Еруцієм Кларом. Мав вплив за правління імператора Марка Аврелія. Страчено 179 року разом із сином за наказом імператора Септимія Севера.

## Родина
- Гней Клавдій Север, консул 173 року